# Tumultes (film, 1990)
Pour le film de Robert Siodmak, voir Tumultes.
Pour plus de détails, voir Fiche technique et Distribution.
Tumultes est un film franco-belge réalisé par Bertrand Van Effenterre, sorti en 1990.

## Fiche technique
- Titre : Tumultes
- Réalisation : Bertrand Van Effenterre
- Scénario : Claire Alexandrakis et Bertrand Van Effenterre
- Photographie : Yves Angelo
- Son : Pierre Gamet
- Décors : Frédéric Duru
- Costumes : Charlotte David
- Musique : Luigi Cherubini
- Montage : Joële van Effenterre
- Sociétés de production : Mallia Films – Paradise Films – Renn Productions
- Pays d'origine :  France —  Belgique
- Durée : 91 minutes
- Date de sortie : 
  - France : 13 juin 1990

## Distribution
- Bruno Cremer : le père
- Nelly Borgeaud : la mère
- Julie Jézéquel : Anne
- Clotilde de Bayser : Isabelle
- Laure Marsac : Claude
- Jean-Paul Comart : Yves
- Christian Cloarec : Pierre
- Jean-Pierre Moulin : le curé
- Jean-Michel Portal : Bruno